# Hobgood (Caroline du Nord)
Hobgood est une ville américaine située dans le comté de Halifax dans l'État de Caroline du Nord. En 2010, sa population était de 348 habitants.

## Démographie
| 1900 | 1910 | 1920 | 1930 | 1940 | 1950 |
| ---- | ---- | ---- | ---- | ---- | ---- |
| 122  | 165  | 336  | 557  | 629  | 603  |

| 1960 | 1970 | 1980 | 1990 | 2000 | 2010 |
| ---- | ---- | ---- | ---- | ---- | ---- |
| 630  | 530  | 483  | 435  | 404  | 348  |

## Source de la traduction
- (en) Cet article est partiellement ou en totalité issu de l’article de Wikipédia en anglais intitulé « Hobgood, North Carolina » (voir la liste des auteurs).